# Holothuria dakarensis
Holothuria dakarensis är en sjögurkeart. Holothuria dakarensis ingår i släktet Holothuria och familjen Holothuriidae. Inga underarter finns listade i Catalogue of Life.